# روجر برادلي
روجر برادلي (30 نوفمبر 1962 بويلينغتون في نيوزيلندا - 24 مارس 2017) (بالإنجليزية: Roger Bradley)‏ هو لاعب كريكت نيوزلندي. شارك مع منتخب هولندا للكريكت. أما مع النوادي، فقد لعب مع Northern Districts men's cricket team ‏.

## وصلات خارجية
- روجر برادلي على موقع إي آس بي آن كريك إنفو (الإنجليزية)